# Callitomis multicincta
Callitomis multicincta är en fjärilsart som beskrevs av George Francis Hampson 1914. Callitomis multicincta ingår i släktet Callitomis och familjen björnspinnare. Inga underarter finns listade i Catalogue of Life.